# جان بیسینگر
جان بیسینگر (انگلیسی: John Bissinger; ۷ ژانویهٔ ۱۸۷۹ – ۲۰ ژانویهٔ ۱۹۴۱) ژیمناست هنری و ورزشکار سه‌گانه اهل ایالات متحده آمریکا بود.